# Caserne de Sirkkala
La Caserne de Sirkkala (finnois : Sirkkalan kasarmi) est une ancienne caserne située dans le quartier I à Turku en Finlande.

## Histoire
En 1834, Pehr Johan Gylich conçoit un bâtiment de deux étages pour remplacer la maison des pauvres qui vient d'être détruite par un incendie.
Le bâtiment sert d'hospice jusqu'en 1846, quand tout le quartier est alloué à l'armée qui y installe une caserne pour les tireurs d'élite.
Depuis 2006, l’ancienne caserne héberge la Faculté des sciences humaines de l'Université de Turku.
En 1846, le bâtiment blanc de l'hôpital du bataillon, conçu par Pehr Johan Gylich, est construit le long de l'actuelle rue Sirkkalankatu. 
Le bâtiment principal des gardes, ou maison du commandant, a été construit sur Kaivokatu d'après les plans d'Ernst Bernhard Lohrmann. 
La caserne a été utilisée par l'armée russe dans les années 1860, pour laquelle un bâtiment de caserne conçu par Axel Hampus Dalström a été construit en 1875 sur Kaivokatu. 
Le quartier compte également plusieurs bâtiments en bois construits au milieu du XIXe siècle et au début du XXe siècle et, entre autres, une étable.
Après que l'armée russe ait quitté la région à la suite de l'indépendance de la Finlande après la guerre civile finlandaise,  en 1918 la caserne a servi de camp de prisonniers. 
À son apogée, le nombre de prisonniers dans le camp de prisonniers de Turku est estimé à environ 3 300 prisonniers. 
Selon diverses estimations, environ 120 à 175 prisonniers sont morts dans le camp, principalement de faim et de maladies. 
Le monument du camp, dévoilé en 1994, est la sculpture d'Ismo Kajander, une croix rouillée aux bras égaux incrustée dans le soubassement de la pente de Kurjenmäenkentä.
Après la fermeture du camp, jusqu'au début des années 2000, la zone est occupée par les forces armées finlandaises, notamment par le quartier général militaire de la région de Turku et Pori et par l'hôpital de la garnison de Turku.
Le quartier général a déménagé à la caserne d'Heikkilä en 2003 et à l'hôpital de garnison dans les années 1990.
Actuellement, la caserne abrite le département de recherche sur l'histoire, la culture et les arts de l'Université de Turku. Jusqu'en mai 2020, le restaurant Turku Upseerkerho fonctionnait dans le sous-sol du bâtiment du siège de Kaivokatu comme vestige de son utilisation précédente.

## Protection
La Direction des musées de Finlande a classé le bâtiment parmi les Sites culturels construits d'intérêt national.